# Toorale National Park
Toorale National Park är en park i Australien. Den ligger i delstaten New South Wales, i den sydöstra delen av landet, omkring 680 kilometer nordväst om delstatshuvudstaden Sydney.
Trakten runt Toorale National Park är nära nog obefolkad, med mindre än två invånare per kvadratkilometer.. Det finns inga samhällen i närheten.
Omgivningarna runt Toorale National Park är i huvudsak ett öppet busklandskap. Genomsnittlig årsnederbörd är 339 millimeter. Den regnigaste månaden är februari, med i genomsnitt 74 mm nederbörd, och den torraste är oktober, med 1 mm nederbörd.